# Jerry Hadley
Jerry Hadley (Manlius, 16 giugno 1952 – Poughkeepsie, 18 luglio 2007) è stato un tenore statunitense, attivo nel repertorio operistico, dell'operetta e della commedia musicale.

## Biografia
Debuttò nel 1976 con Così fan tutte. Sentito da Beverly Sills, che era direttrice artistica della New York City Opera, ottenne una scrittura e i suoi primi successi nei ruoli di Alfredo, Duca di Mantova, Edgardo, Nemorino.
Cantò poi al Metropolitan Opera House dove debuttò con Manon, a Chicago, al Festival di Glyndebourne, al Teatro alla Scala, al Royal Opera House  di Londra, alla San Francisco Opera. I titoli più eseguiti furono The Rake's Progress, Candide di Leonard Bernstein, Idomeneo, Il flauto magico, Don Giovanni, I racconti di Hoffmann, Werther, Ascesa e caduta della città di Mahagonny di Kurt Weill, Il grande Gatsby di John Harbison.
L'ultima esibizione fu nel maggio 2007 in Australia dopo cinque anni di assenza dalle scene dopo il divorzio. Si suicidò nel luglio dello stesso anno con un colpo di pistola alla testa, rimanendo per otto giorni in coma prima di morire.

## Cronologia
Al Wiener Staatsoper debutta nel 1982 come Nemorino con Bernd Weikl e Giuseppe Taddei, poi  B.F. Pinkerton in Madama Butterfly ed Ein Sänger in Der Rosenkavalier con Sena Jurinac, Kurt Moll ed Agnes Baltsa.
Al Royal Opera House, Covent Garden di Londra debutta nel 1984 come Fenton in Falstaff (Verdi) diretto da Colin Davis (direttore d'orchestra) con Rolando Panerai e Thomas Allen.
A Vienna nel 1986 è Robert Dudley in Maria Stuarda (opera) con Edita Gruberová e la Baltsa ed Alfredo Germont ne La traviata con Piero Cappuccilli e nel 1988 Rodolfo ne La bohème con Matti Salminen e Tamino in Die Zauberflöte diretto da Nikolaus Harnoncourt con Hermann Prey, Luciana Serra ed Eva Lind.
Cantò poi al Metropolitan Opera House di New York dove debuttò nel 1987 nel ruolo di Des Grieux in Manon diretto da Manuel Rosenthal con Catherine Malfitano e Ferruccio Furlanetto, a Chicago, al Festival di Glyndebourne, al Teatro alla Scala, al Covent Garden, alla San Francisco Opera, a Santa Fe e altri teatri nei ruoli di Tom Rakewell in The Rake's Progress di Igor Stravinsky, Candide di Leonard Bernstein, Idomeneo, Tamino (Il flauto magico) e Don Ottavio (Don Giovanni) di Mozart, Hoffmann, Werther, Jimmy in Ascesa e caduta della città di Mahagonny di Kurt Weill e Il grande Gatsby di John Harbison.
A San Francisco debutta nel 1988 come Tom Rakewell in The Rake's Progress e nel 1989 al Metropolitan è Lensky in Eugene Onegin con Nicolai Ghiaurov ed il Duca di Mantova in Rigoletto diretto da Nello Santi con Leo Nucci, a Vienna Don Ottavio in Don Giovanni (opera) ed a Londra il Duca di Mantova in Rigoletto con Ingvar Wixell.
Nel 1990 al Met è Ferrando in Così fan tutte diretto da James Levine con Carol Vaness, Tatiana Troyanos e Thomas Hampson (cantante), Don Ottavio in Don Giovanni diretto da Levine con Samuel Ramey, Karita Mattila e Dawn Upshaw ed Alfredo ne La traviata con Juan Pons ed a Londra Rodolfo ne La bohème diretto da Antonio Pappano.
Nel 1991 all'Opera di Chicago è Tamino in Die Zauberflöte con Sumi Jo e Robert Lloyd e Nemorino ne L'elisir d'amore con Cecilia Gasdia, Alessandro Corbelli e Claudio Desderi, a Vienna Ferrando in Così fan tutte con Lucio Gallo ed a San Francisco ed al Met Tamino in Die Zauberflöte.
Nel 1992 a Londra è Hoffmann in Les contes d'Hoffmann diretto da Jeffrey Tate ed a San Francisco Nemorino ne L'elisir d'amore diretto da Bruno Campanella con Gino Quilico e Simone Alaimo.
Nel 1993 a Londra è il protagonista ne La damnation de Faust e nel 1994 al Met Edgardo in Lucia di Lammermoor con Mariella Devia, al San Diego Opera Hoffmann ne Les Contes d'Hoffmann diretto da Richard Bonynge ed al Festival di Salisburgo è Tom Rakewell in The Rake's Progress diretto da Sylvain Cambreling con Sylvia McNair e Grace Bumbry.
Nel 1995 al Met Nemorino ne L'elisir d'amore con Paul Plishka, al Teatro alla Scala di Milano il protagonista nella prima di La damnation de Faust diretto da Seiji Ozawa con Frederica von Stade e José van Dam ed a San Diego tiene un concerto con Hampson.
Nel 1996 è Hoffmann ne Les Contes d'Hoffmann a Vienna con Natalie Dessay arrivando a 58 recite viennesi ed anche a San Francisco e nel 1997 a San Diego Don Luis Carvajal nella prima assoluta di The Conquistador di Myron Fink con Vivica Genaux ed a Salisburgo Tito Vespasiano ne La clemenza di Tito con Lorenzo Regazzo.
Ancora al Met nel 1997 è Tom Rakewell in The Rake's Progress con Denyce Graves e nel 1999 Sam Polk in Susannah di Carlisle Floyd diretto da James Conlon con Renée Fleming e Jay Gatsby nella prima assoluta di The Great Gatsby di John Harbison con Susan Graham e Lorraine Hunt Lieberson arrivando fino al 2002 a 122 recite al Met.
Nuovamente a San Francisco nel 1998 è Chevalier des Grieux in Manon (Massenet) diretto da Julius Rudel e nel 1999 debutta il ruolo di Julien in Louise (opera).
Al Barbican Centre di Londra nel 1998 è il protagonista di Candide (Bernstein) diretto da Kent Nagano con June Anderson e Thomas Allen in concerto ed a Salisburgo Jimmy Mahoney in Ascesa e caduta della città di Mahagonny con Dame Gwyneth Jones.
All'Opera di Santa Fe (Nuovo Messico) nel 1999 è il protagonista in Idomeneo (opera), nel 2000 a Salisburgo Idomeneo, nel 2001 a Londra Števa Buryja in Jenůfa diretto da Bernard Haitink con Anja Silja ed a Salisburgo Alfred in Die Fledermaus e Laca Klemen in Jenůfa diretto da John Eliot Gardiner con Hildegard Behrens e la Mattila e nel 2004 Luigi nella prima assoluta di A Wedding di William Bolcom a Chicago.

## Repertorio
| Ruolo                    | Titolo                                   | Autore           |
| ------------------------ | ---------------------------------------- | ---------------- |
| Faust                    | La damnation de Faust                    | Berlioz          |
| Candide                  | Candide                                  | Bernstein        |
| Lenskij                  | Evgenij Onegin                           | Čajkovskij       |
| Julien                   | Louise                                   | Charpentier      |
| Riccardo Percy           | Anna Bolena                              | Donizetti        |
| Nemorino                 | L'elisir d'amore                         | Donizetti        |
| Roberto Dudley           | Maria Stuarda                            | Donizetti        |
| Edgardo di Ravenswood    | Lucia di Lammermoor                      | Donizetti        |
| Faust                    | Faust                                    | Gounod           |
| Laca Klemen Števa Buryja | Jenůfa                                   | Janáček          |
| Sou-Chong                | Der Land des Lächelns                    | Lehár            |
| Der Zarewitsch           | Der Zarewitsch                           | Lehár            |
| Des Grieux               | Manon                                    | Massenet         |
| Werther                  | Werther                                  | Massenet         |
| Idomeneo                 | Idomeneo                                 | Mozart           |
| Don Ottavio              | Don Giovanni                             | Mozart           |
| Ferrando                 | Così fan tutte                           | Mozart           |
| Tamino                   | Die Zauberflöte                          | Mozart           |
| Tito Vespasiano          | La clemenza di Tito                      | Mozart           |
| Hoffmann                 | Les contes d'Hoffmann                    | Offenbach        |
| Rodolfo                  | La bohème                                | Puccini          |
| F.B. Pinkerton           | Madama Butterfly                         | Puccini          |
| Alfred                   | Die Fledermaus                           | Strauss, Johann  |
| Ein Sänger               | Der Rosenkavalier                        | Strauss, Richard |
| Tom Rakewell             | The Rake's Progress                      | Stravinskij      |
| Duca di Mantova          | Rigoletto                                | Verdi            |
| Alfredo Germont          | La traviata                              | Verdi            |
| Fenton                   | Falstaff                                 | Verdi            |
| Jimmy Mahoney            | Ascesa e caduta della città di Mahagonny | Weill            |

## Discografia

### Opere
| Anno | Titolo Ruolo                     | Cast                                                                        | Direttore         | Etichetta           |
| ---- | -------------------------------- | --------------------------------------------------------------------------- | ----------------- | ------------------- |
| 1987 | Anna Bolena Riccardo Percy       | Joan Sutherland, Samuel Ramey, Suzanne Mentzer                              | Richard Bonynge   | Decca               |
| 1988 | Show Boat                        | Frederica von Stade, Teresa Stratas, Paige O'Hara, Nancy Kulp, Lillian Gish | John McGlinn      | EMI                 |
| 1989 | Candide                          | June Anderson, Christa Ludwig, Nicolai Gedda                                | Leonard Bernstein | Deutsche Grammophon |
|      | Street Scene Sam Kaplan          | Samuel Ramey, Josephine Barstow, Angelina Réaeux                            | John Mauceri      | Decca               |
| 1991 | Die Zauberflöte Tamino           | June Anderson, Barbara Hendricks, Thomas Allen                              | Charles Mackerras | Telarc              |
| 1993 | Così fan tutte Ferrando          | Felicity Lott, Alessandro Corbelli, Nuccia Focile                           | Charles Mackerras | Telarc              |
| 1994 | Faust                            | Samuel Ramey, Cecilia Gasdia, Alexandru Agache                              | Carlo Rizzi       | Telarc              |
| 1995 | Don Giovanni Don Ottavio         | Bo Skovhus, Felicity Lott, Alessandro Corbelli                              | Charles Mackerras | Telarc              |
|      | Das Land des Lächelns Sou-Chong  | Nancy Gustafon, Lynton Atkinson, Naomi Itami                                | Richard Bonynge   | Telarc              |
|      | The Rake's Progress Tom Rakewell | Dawn Upshaw, Samuel Ramey, Grace Bumbry                                     | Kent Nagano       | Erato               |
|      | Der Zarewitsch                   | Lynton Atkinson, Nancy Gustafon, Naomi Itami                                | Richard Bonynge   | Telarc              |
| 1996 | Werther                          | Anne Sofie von Otter, Dawn Upshaw, Gérard Théurel                           | Kent Nagano       | Erato               |

### Recital
- Bernstein: Messa / Kent Nagano/Deutsches Symphonie-Orchester Berlin, 2003 harmonia mundi
- Britten: Requiem / Masur
- Handel: Messiah / Marriner
- Kern: Show Boat / John Mcglinn
- Mccartney: Liverpool Oratorio / Carl Davis/Kiri Te Kanawa, 1991 MPL
- Mozart: Requiem / Bernstein
- Schubert: Mass in E-Flat Major, D. 950 / Wiener Philharmoniker/Claudio Abbado, 1988 Deutsche Grammophon
- Verdi, Requiem & Operatic Choruses - Dunn/Curry/Hadley/Plishka/Shaw/Atlanta Symphony Orchestra and Chorus – 1987 Telarc - Grammy Award al miglior album di musica classica 1989
- Villa Lobos: Magdalena: a Musical Adventure, 1989 CBS
- Weill: Street Scene / Mauceri
- Weill: The Rise & Fall Of The City Of Mahagonny / Russell Davies
- Standing Room Only - Jerry Hadley/Paul Gemignani, 1992 BMG/RCA
- Golden Days - Jerry Hadley, 1994 BMG/RCA
- The World Is Beautiful: Viennese Operetta Arias - Jerry Hadley/Richard Bonynge/Münchner Rundfunkorchester, 2003 BMG/RCA
- Man of La Mancha - Plácido Domingo/Mandy Patinkin/Julia Migenes/Samuel Ramey, 1990 Sony
- Kismet (musical) - Julia Migenes/Ruth Ann Swenson/Samuel Ramey/London Symphony Orchestra, 1991 SONY BMG